# Sky Airlines
Ne pas confondre avec Sky Airline, compagnie aérienne chilienne basée à Santiago du Chili
Sky airlines était une compagnie aérienne charter turque. Elle a fait faillite le 4 juin 2013.
Elle disposait d'une flotte de sept boeing 737 (6 737-400 et 1 737-800) en configuration classe unique à haute densité. Elle exploite des vols à partir de l'aéroport d'Antalya (terminal 1 et depuis 2007 du terminal 2). Elle travaille surtout pour le groupe GTI (Allemagne, Pays-Bas, Pologne et Russie). Son ancienne flotte : 6 Boeing 737-400, 2 Boeing 737-800, 2 Boeing 737-900ER, 2 Airbus A320 et 2 Airbus A321. 

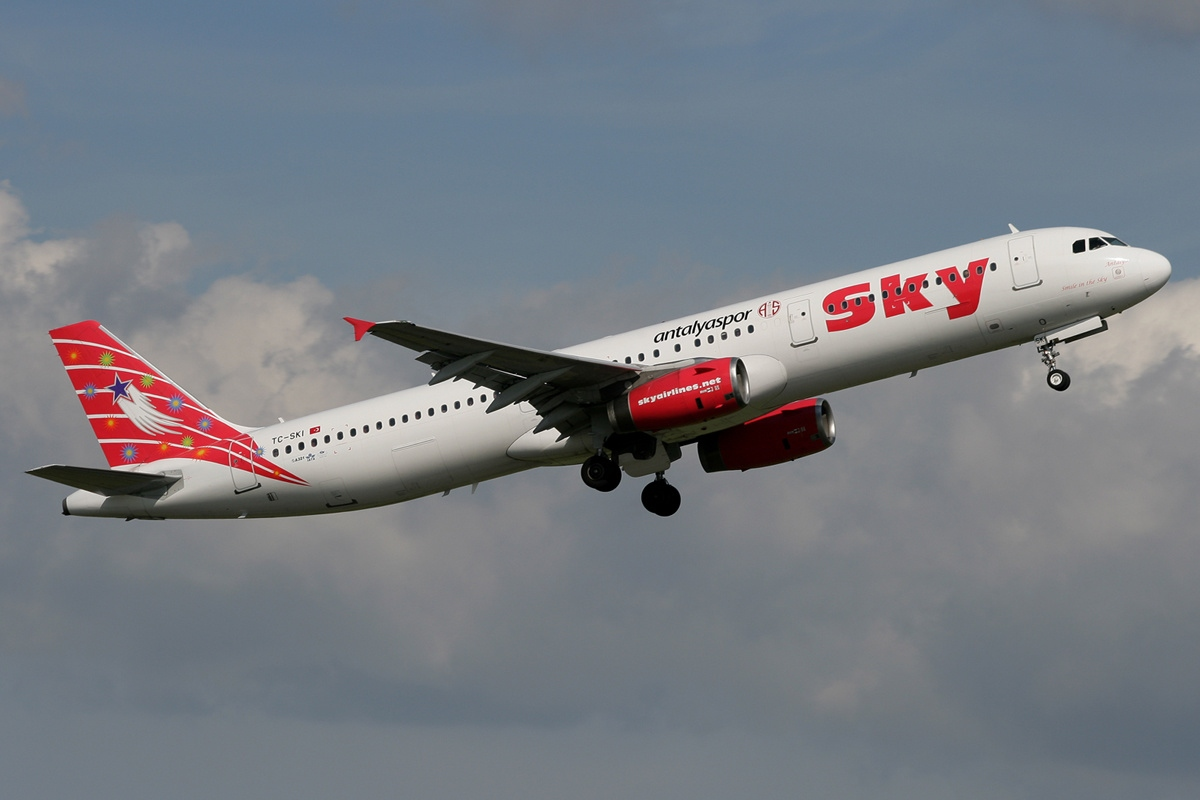
Airbus A321 de Sky Airlines